# Limba tamilă
Limba tamilă este o limbă dravidiană vorbită în Sudul Asiei, de către poporul tamil. Este limba oficială în statul Tamil Nadu, component al Indiei, în Sri Lanka (alături de singaleză) și în Singapore (alături de engleză, chineză și malaeză).
Numărul total de vorbitori este de 78 de milioane.
În zonele din Sri Lanka unde tamilii sunt majoritari (N și NE) mișcarea de gherilă Tigrii Tamili a declanșat o luptă armată pentru crearea unui stat tamil independent.

## Istoric

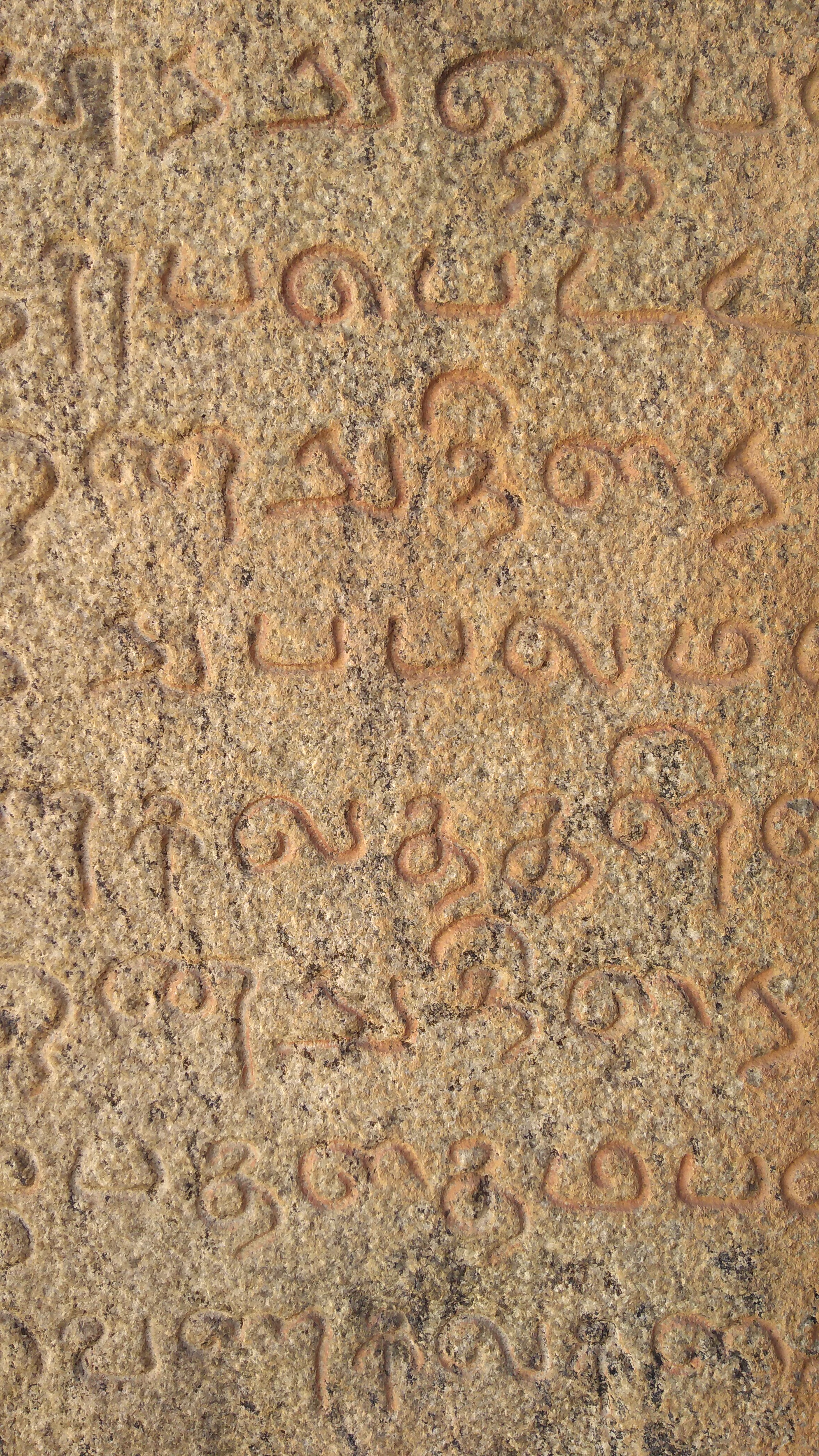
Inscripție Tamilă într-un templu mare

Potrivit lingviștilor ca Bhadriraju Krishnamurti, Tamil, ca limbă dravidiană, descinde din Proto-Dravidian, un proto-limbaj. Reconstrucția lingvistică sugerează că Proto-Dravidian a fost vorbit în jurul mileniului al III-lea î.Hr., posibil în regiunea din jurul bazinului inferior al râului Godavari din India peninsulară. Dovezile materiale sugerează că vorbitorii lui Proto-Dravidian erau din cultura asociată cu complexele neolitice din India de Sud.